# Rewolucja społeczna
Rewolucja społeczna – głęboki przewrót w politycznym, ekonomicznym i duchowym życiu społeczeństwa, kiedy dokonuje się przejście z jednej formacji społecznej do drugiej, bardziej postępowej  . Ekonomiczną podstawą rewolucji społecznej jest konflikt między siłami wytwórczymi a stosunkami produkcji. W dziedzinie politycznej rewolucja rozwiązuje konflikt między przeżytą nadbudową polityczną a kształtującymi się nowymi stosunkami ekonomicznymi, czyli dojrzałymi potrzebami rozwoju ekonomicznego. Stwarza ona nową polityczną, prawną nadbudowę konieczną do ugruntowania i rozwoju rodzącej się formacji społeczno-ekonomicznej.
Klasyczne sformułowanie treści rewolucji społecznej   zawarte jest w Przedmowie do pracy Karola Marksa Przyczynek do krytyki ekonomii politycznej:

Na określonym szczeblu swego rozwoju materialne siły wytwórcze społeczeństwa popadają w sprzeczność z istniejącymi stosunkami produkcji, albo - co jest tylko prawnym tego wyrazem - ze stosunkami własności, w których łonie one się dotąd rozwijały. Z form rozwoju sił wytwórczych stosunki te zamieniają się w ich kajdany. Wówczas następuje epoka rewolucji socjalnej. Wraz ze zmianą podłoża ekonomicznego odbywa się mniej lub bardziej szybko przewrót w całej olbrzymiej nadbudowie. Przy rozpatrywaniu takich przewrotów, trzeba zawsze odróżniać przewrót materialny w warunkach ekonomicznych produkcji, dający się stwierdzić ze ścisłością nauk przyrodniczych, - od form prawnych, politycznych, religijnych, artystycznych lub filozoficznych, krócej: od form ideologicznych, w jakich ludzie uświadamiają sobie ten konflikt i zwalczają go.

Główną cechą rewolucji jest przejście władzy państwowej z rąk jednej klasy społecznej do rąk drugiej klasy.
Społeczne grupy, klasy, które materialnie zainteresowane są w zburzeniu starych porządków i zbudowaniu nowych, są napędowymi siłami rewolucji; grupy te i klasy dokonują rewolucji  . Tak np. siłą napędową rewolucji burżuazyjnych XVII i XIII wieku w krajach zachodnioeuropejskich było obok burżuazji chłopstwo, biedota miejska, warstwy drobnomieszczańskie. Burżuazja była nie tylko siłą napędową, lecz również hegemonem, wodzem tych rewolucji.